# レオンハルト・オイラー望遠鏡

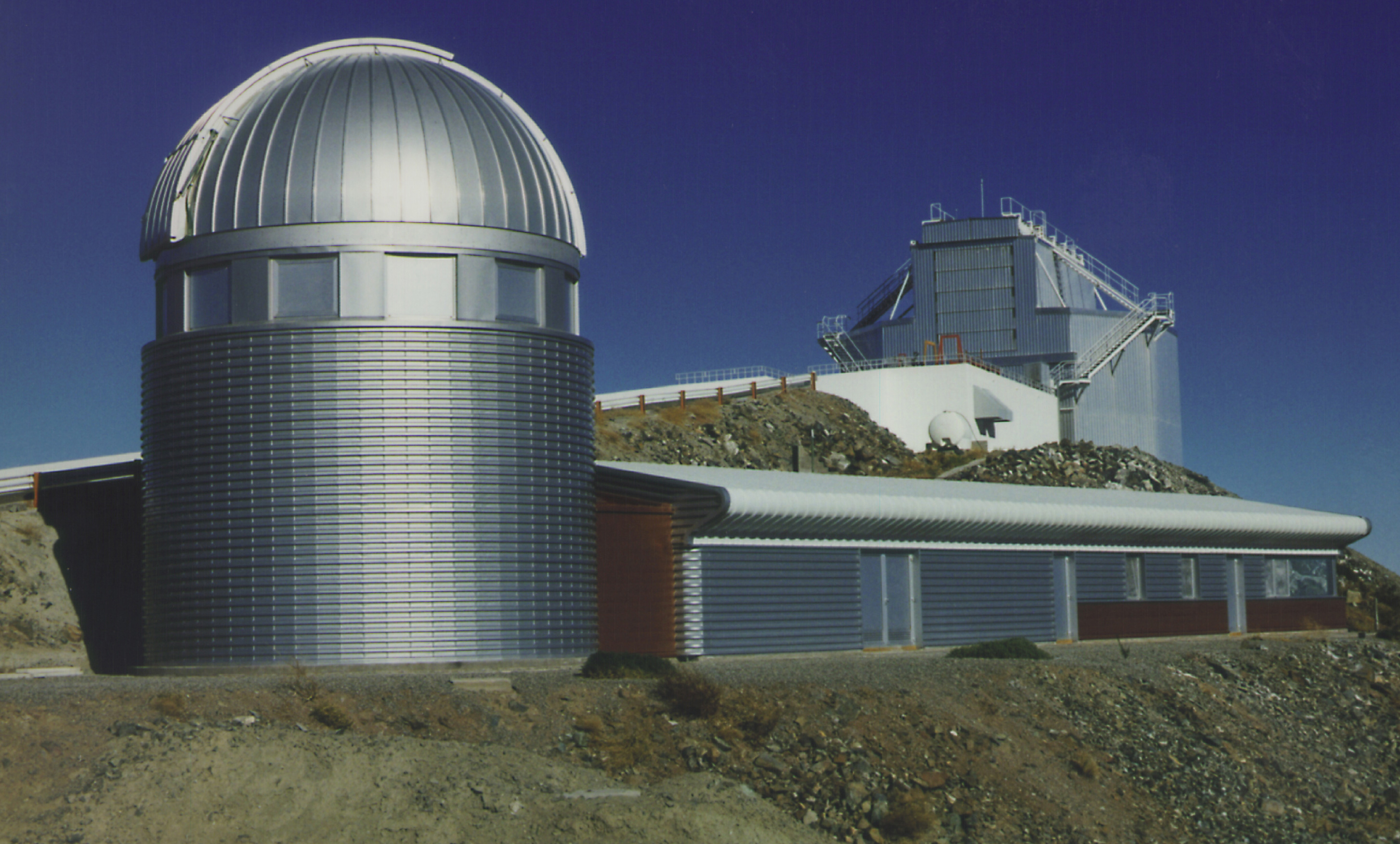
レオンハルト・オイラー望遠鏡（左手前）。右奥の高所には新技術望遠鏡がある。

レオンハルト・オイラー望遠鏡とは、スイスのジュネーブ天文台によって運用されている天体観測用の口径1.2メートル反射望遠鏡である。ヨーロッパ南天天文台が運用するチリ・ラ・シヤ天文台の標高2375メートルの地点にある。1998年4月12日にファーストライトを迎えた。名称はスイスの数学者レオンハルト・オイラーに由来する。オイラー望遠鏡に取り付けられた観測装置の1つは、太陽系外惑星観測用のCORALIE分光器である。もう1つは多目的撮像装置のEulerCamで、天体の精密な測光に用いられている。この他に「ピスコ (Pisco)」という名のピギーバック式で取り付けられた小型望遠鏡がある。

## CORALIE
CORALIEは系外惑星をドップラー分光法で観測することを目的としたエシェル分光器であり、1998年4月に運用が始まった。オイラー望遠鏡はメルカトル望遠鏡とともに南天の太陽系外惑星を対象としたサーベイ "the Southern Sky extrasolar Planet search Programme" を行い、多くの惑星を発見している。CORALIEが発見した最初の惑星はグリーゼ86の周囲を15.8日周期で公転する木星型惑星グリーゼ86bである。CORALIEはまたスーパーWASPプロジェクトがトランジット法で発見した惑星候補の質量を測定するためにも頻繁に使われている。
フランスのオート＝プロヴァンス天文台1.93メートル望遠鏡に設置されていたELODIE分光器は、CORALIEと類似している。CORALIEの波長分解能は3画素のサンプリングで R = 50,000 で、検出器は2k × 2k・画素ピッチ15マイクロメートルのCCDイメージセンサーを用いている。